# Marisé Monteiro
Marisé Monteiro (Zárate, Provincia de Buenos Aires, 30 de mayo de 1953) es una escritora argentina. 

## Biografía
Marisé Monteiro es bibliotecaria y Licenciada en Ciencias de la Comunicación egresada de la Universidad Nacional de La Plata (UNLP).
Desde 1975, cuando inició su labor autoral ha transitado todos los géneros del arte teatral constituyéndose en una de las dramaturgas más prolíficas y premiadas del teatro argentino. Su mayor popularidad la ha alcanzado en el género infantil con espectáculos tales como Peter Pan, todos podemos volar, El Mago de Oz, Alicia en el país de las maravillas, Lucía, la maga, Pulgarcito  y El príncipe feliz que también han sido estrenados en España, y varios países de Latinoamérica, recibiendo el reconocimiento de la crítica especializada. 
Es la creadora de Cabildo Mágico el primer Living Movie histórico para niños de la Argentina, como así también del programa de Turismo Cultural La historia en su lugar e instalaciones teatrales itinerantes de calcos y réplicas tituladas Historia con Arte y Parte. Además es la primera autora en adaptar la obra de Jorge Luis Borges al género infantil en el musical titulado Borges para niños: El libro de los seres imaginarios.
Monteiro y su equipo creativo desarrollan desde 1990 una propuesta titulada "El Teatro va a la escuela" que consistente en armar espectáculos personalizados, o llevar los grandes sucesos infantiles de la Avenida Corrientes a la comunidad educativa en funciones especiales para colegios. El proyecto ha logrado concretarse como un trabajo sociocultural y educativo único en su llegada masiva en el contacto de los chicos con los artistas, posibilitando la asistencia por temporada, a más de 100.000 espectadores, muchos de ellos quienes por primera vez acceden a una función de teatro.
A lo largo de su carrera ha trabajado con las principales figuras de la escena nacional entre las que figuran Ana María Picchio, Perla Santalla, Nelly Promo, Onofre Lovero, Manuel Callau, Ana María Cores, Darío Grandinetti, Daniel Fanego, Martha Bianchi, Noemí Frenkel, Luis Aguilé, José Ángel Trelles, Soledad Silveyra, Alicia Zanca, Pablo Rago, Diego Torres, María Leal, María Valenzuela, Pablo Codevilla, Héctor Presa, Beatriz Bonet, Sandra Mihanovich, Valeria Lynch, Sebastián Estevanez, Gianella Neyra, Silvia Pérez, Diego Olivera, Betina O´Conor, Mónica Ayos, Valeria Britos, Alejandro Paker, Marisol Otero, Julia Zenko, Guillermo Fernández, Pancho Ibáñez, Carolina Papaleo, Fabián Gianola, Diego Topa y Darío Lopilato.
Han dirigido sus espectáculos entre otros prestigiosos directores Santángelo, Héctor Estévez, Santiago Doria, Manuel González Gil, Daniel Marcove, Alicia Zanca, Adrián Oliver, Rubén Pires, Pablo Sodor, Ariel Del Mastro, Nacho Medina, Lía Jelin Valeria Ambrosio y Daniel Cicaré (España).
Asimismo la música original de sus espectáculos ha sido compuesta en su mayoría por músicos de renombre tales como Martin Bianchedi, Ángel Mahler, Jorge Valcárcel, Lito Vitale,  Alberto Favero, Nacho Medina, Valeria Lynch, Federico Vila, Daniel Vilá y Patricia Sosa.

## Obras

### Obras para niños
- 1983: «Busquemos a la Señora Sonrisa» Con Gabriel Langlais, Virginia Faiad, Carlos Rotundo y elenco. Teatro De la Cova,  Martínez.
- 1986: «Heidi» Música: Jorge Tagliani. Dirección: Héctor Estévez. Teatro Astral, Buenos Aires.
- 1987: «Aventuras con Heidi en el Circo» Música: Jorge Tagliani. Dirección: Héctor Estévez. Teatro Astral, Buenos Aires.
- 1987: «Mi Pequeño Pony» Música: Alberto Favero. Teatro Maipo, Buenos Aires.
- 1988: «La Cenicienta» Música: Jorge Valcarcel Con Ana María Giunta, Maria Rosa Fugazzot y elenco. Teatro Nacional Cervantes, Buenos Aires.
- 1988: «Blancanieves y los siete enanitos» Música: Néstor Alessandro. Con Cristina Lemercier y elenco. Teatro Astros, Buenos Aires.
- 1988: «Flavia y Grock en las Estrellas» Música: Pocho Lapuble y Ángel Mahler. Con Flavia Palmiero y elenco. Teatro Tabarís, Buenos Aires.
- 1989: «El Mago de Oz» Música: Martín Bianchedi y Ángel Mahler.Con Soledad Silveyra y elenco. Teatro Astral, Buenos Aires.
- 1990: «Pulgarcito» Música: Martín Bianchedi y Ángel Mahler.Con Alicia Zanca y elenco.Teatro Municipal General San Martín.
- 1990: «La Bella Durmiente» Música: Martín Bianchedi y Ángel Mahler. Con Carolina Papaleo y elenco. Sala Picasso, Complejo La  Plaza, Buenos Aires.
- 1991: «Peter Pan» Música: Panchi Quesada. Con Federico D´Elía y elenco. Teatro Alfil, Buenos Aires.
- 1991: «El Zorro» Música: Martín Bianchedi. Con Diego Torres, Pablo Rago y elenco. Teatro Maipo, Buenos Aires.
- 1991: «Hay que salvar una Flor» Música: Martín Bianchedi. Con Juan Gabriel Altavista y elenco. Gira Nacional
- 1992: «Alicia en el país de las Maravillas» Música: Litto Vitale. Técnica de Teatro Negro. Con Soledad Silveyra y elenco. Sala Neruda, Complejo La  Plaza, Buenos Aires.
- 1993 Con Soledad Silveyra y elenco. Teatro Metropolitan, Buenos Aires.
- 1993: «Hansel y Gretel» Música: Martín Bianchedi. Con María Valenzuela, Beatriz Bonett, y elenco Sala Picasso, Complejo La Plaza, Buenos Aires.
- 1993: «Pulgarcito y las Burbujas Mágicas» Música: Martín Bianchedi. Con Alicia Zanca y elenco. Teatro Blanca Podestá, Buenos Aires.
- 1994: «Aladino» Música: Waldo Velloso. Con Iván González, Paula Llewellyn y elenco.Teatro Astral, Buenos Aires.
- 1994: «El Príncipe Feliz» Música: Fernando Villanueva. Con Soledad Silveyra y elenco. Sala Picasso, Complejo La  Plaza, Buenos Aires.
- 1995: «Los Picapiedras» Libro Original con licencia de Hanna Barbera Producctions, Inc. Música: Martín Bianchedi. Teatro Astral, Buenos Aires.
- 1996: «El Principito» Música: Martín Bianchedi. Técnica de Teatro Negro. Con María Leal, José Ángel Trelles y elenco. Teatro Astral, Buenos Aires.
- 1996: «El Mágico Mundo de los Cuentos» Música: Martín Bianchedi. Con María Valenzuela y elenco. Con la participación especial desde la pantalla de Miguel Ángel Solá, Ana María Picchio, Hugo Arana y Georgina Barbarrosa. Gira Nacional.
- 1996: «Blancanieves» Música: Martín Bianchedi. Con Alicia Zanca y elenco de actores y titiriteros. Gira Nacional.
- 1997: «Las tres Marías con mucho amor» Música: Carlos Nilsem. Con Las Trillizas de Oro y elenco. Teatro Astros, Buenos Aires.
- 1997: «La Bella y la Bestia» Música: Martín Bianchedi. Con Alicia Zanca y elenco Gira Nacional.
- 1998: «La Tortuga de Pehuajó» Música y canciones: María Elena Walsh. Con Sandra Mihanovich y elenco.Teatro Astral, Buenos Aires.
- 1999: «La Biblioteca Maravillosa» Música: Martín Bianchedi. Con Alicia Zanca y elenco. Feria del Libro Infantil 99, Buenos Aires.
- 2000: «La Gitana y el Jorobadito» Música: Martín Bianchedi. Con Nancy Anka y elenco. Gira Nacional.
- 2000: «Lucía, la Maga» Música: Valeria Lynch y Daniel Ferrón. Con Valeria Lynch y elenco. Teatro El Nacional, Buenos Aires.
- 2003: «El Secreto de mi Isla» Música: Eduardo Frigerio Con Laura Franco “Panam”, Gladys Florimonti y elenco. Teatro Astros, Buenos Aires.
- 2003: «Cantame un cuento» Música: Martín Bianchedi. Con Gianella Neyra Sebastián Estevánez y elenco. Teatro Broadway, Buenos Aires.
- 2004: «Peter Pan, todos podemos volar» Música: Daniel Vilá, Federico Vila y Patricia Sosa. Con Diego Reinhold, Fabio Posca y elenco.  Teatro Opera, Buenos Aires.
- 2004: «El corazón de la isla» Música: Eduardo Frigerio. Con Laura Franco y elenco. Teatro Lola Membrives, Buenos Aires.
- 2005: «Aladín, será genial» Música: Daniel Vilá, Federico Vila y Patricia Sosa. Con Patricio Arellano Omar Calicchio y elenco. Teatro Opera, Buenos Aires.
- 2005: «El Pájaro Azul» Música: Martín Bianchedi y Federico Vila. Con Diego Topa, Valeria Britos y elenco. Teatro Metropolitan, Buenos Aires.
- 2006: «Angelitos en la isla» Música: Eduardo Frigerio. Con Laura Franco y elenco. Teatro Metro, Buenos Aires.
- 2008: «Cuentos con globos» Con Diego Segura y Patricio Pietro. Gira por Espacios Culturales, Buenos Aires.
- 2008: «Robin Hood y el extraño caso de los libros perdidos» Música: Martín Bianchedi. Gira por Espacios Culturales, Buenos Aires.
- 2008: «El Libro mágico de los cuentos» Música: Martín Bianchedi con Carlos Legrad, Camila Balassi y elenco. Gira por Espacios Culturales, Buenos Aires.
- 2008: «Canta que te canta» Música: Cancionero popular con Soledad Menga y elenco. Gira por Espacios Culturales, Buenos Aires.
- 2008: «Princesas Panam» Música: Eduardo Frigerio. Con Laura Franco y elenco. Gira nacional.
- 2009: «Panam Corazón y sus princesas» Música: Eduardo Frigerio. Con Laura Franco y elenco. Gira nacional.
- 2011: «El Mundo de la Luna» Adaptación al español de la versión de la Academia de Arte de Venecia (Italia) de Gabbris Ferrari y Franco Piva. Con Rosa Leo Jorge Crapanzano y elenco. Jardín Botánico de Buenos Aires.
- 2011: «El Mágico Mundo de las sombras» Música: Martin Bianchedi con Ana María Cores. Anfiteatro UOCRA, Buenos Aires y Feria del Libro Infantil 2011, Buenos Aires.
- 2011: «La Guerra de la Basura» Música: Martin Bianchedi. Gira por Clubes de barrio, Buenos Aires.
- 2011: «Concierto para orquesta y un ballet en fuga» Musical basado en el “Carnaval de los Animales” de Camilo Saint-Saëns y "Guía de Orquesta para jóvenes” de Benjamín Friten con arreglos musicales de Martin Bianchedi. Con Renzo Morelli y Nicolás Marasseri. Gira por Clubes de barrio, Buenos Aires.
- 2011: «Borges para niños: El libro de los seres imaginarios» Música: Patricia Sosa y Daniel Vila. Teatro Presidente Alvear, Buenos Aires.
- 2013: «Cuentos de aquí y de allá». Música: Martín Bianchedi. Con Silvia Pérez. Feria del Libro infantil.
- 2016: «Peter Pan, Todos Podemos Volar». Música: Daniel Vilá, Federico Vila y Patricia Sosa. Con Fernando Dente, Gabriel Goity, Natalie Pérez y elenco. Teatro Gran Rex, Buenos Aires.
- 2017: «Peter Pan, Todos Podemos Volar». Música: Daniel Vilá, Federico Vila y Patricia Sosa. Con Fernando Dente, Gabriel Goity, Josefina Scaglione y elenco. Teatro Gran Rex, Buenos Aires.
- 2018: «Aladin, Será Genial». Música: Daniel Vilá, Federico Vila y Patricia Sosa. Con Fernando Dente, Darío Barasi, Carlos Belloso, Julieta Nair Calvo y elenco. Teatro Gran Rex, Buenos Aires.

### Turismo Cultural
LA HISTORIA EN SU LUGAR
- 1996 «Cabildo Mágico» Primer Living Movie Histórico para Niños de la Argentina, Música: Martín Bianchedi. Cabildo de la Ciudad de Buenos Aires.
- 2000 «Los Fantasmas del Castillo San Carlos» Castillo San Carlos, Concordia, Provincia de Entre Ríos.
- 2000 «La noche que velaron a Juan Lavalle» Antigua Capilla, Tilcara, Provincia de Jujuy.
- 2001 «Encuentro con Sarmiento» Casa Natal de Sarmiento, San Juan, Provincia de San Juan.
- 2001 «Los Secretos del Cabildo» Museo Histórico del Cabildo y la revolución de Mayo, Ciudad de Buenos Aires.
- 2001 «Los días decisivos de la Independencia» Casa de la Independencia, San Miguel de Tucumán, Provincia de Tucumán.
- 2001 «Los preparativos del Ejercito de los Andes» Campamento El Plumerillo, Las Heras, Provincia de Mendoza.
- 2002 «Home of the Jewish Gaucho» Experiencia en inglés y castellano. Basavilbaso, Provincia de Entre Ríos.
- 2008 «Inti Raymi» Celebración Inca de la Fiesta del Sol. Música: Rony Keselman. Dirección Mecha Fernández. Estadio Municipal de la Ciudad de Santa María, Provincia de Catamarca.
- 2009 «Inmigrantes» Plaza del Bombero Voluntario, La Boca, Buenos Aires.
- 2010 «Los Fantasmas de San Telmo» Plaza Dorrego, San Telmo, Buenos Aires.
- 2011 «La trágica historia de las novias de Barracas» Plaza Colombia, Barracas, Buenos Aires.
- 2011 «Secretos de dos casas con historia» Casa del Historiador, Buenos Aires.
- 2012 «Flores, barrio de poetas y leyendas» Plaza Misericordia, Flores, Buenos Aires.
- 2012 «Historia de guapos, laburantes y tangueros de Balvanera» Pasaje Discepolo, Balvanera, Buenos Aires.
- 2013 «Boedo antiguo, barrio de historias» Boedo, Buenos Aires.

### Instalaciones y experiencias teatrales
HISTORIA CON ARTE Y PARTE: Museos Itinerantes de Calcos y Réplicas
- 2004 «San Martín y el ejercito de los Andes» Gira por Establecimientos Educativos.
- 2007 «Mundo Agüada» Gira por la Provincia de Catamarca.
- 2008 «La Plaza de la Victoria en tu plaza» Gira por las plazas de la ciudad de Buenos Aires.

PROGRAMA CALESITAS DE BUENOS AIRES 2009/10: Gira por 45 calesitas de la ciudad de Buenos Aires
- «El misterio de la calesita» con Mónica Buscaglia - Javier Delgado.
- «Pum para arriba» con Mauricio Gutierrez y Leandro Martínez.
- «Donde está la sortija» con Gonzalo Bagú Zaez (El Mago Vasyr).
- «Canciones de calesita de los abuelos» con Nicolás Casares – Ezequiel Rodríguez
- «Canciones de Calesita Industria Nacional» con Gabino Cruz Arce y Leandro Torres.
- «Canciones De Calesita Para Jugar» con Goyo Crespo, Charanguete y Sergio Vella.
- «Calesicuentos De Todas Partes» con Tuli Caimi y Andrea Magnaghi.
- «Calesicuentos porteños» con Javier Kussrow y Mariano Romero.
- «Calesijuegos del mundo entero» con Ramón Botarini y Carmen Argañaráz.
- «Calesijuegos del barrio» con Nicolás Manasseri y Paula Guía.
- «Calesijuegos de antaño» con Adrián Pajhón.
- «Payasos en calesita» con Fernando Maranzana y Diego Benjamín Pérez.
- «Girando al compás» con Marcelo Arteaga, Johanna Sztryk y Renzo Morelli.
- «Pintacuadros con calesita» con Carolina Barrera y Gabriel Jacubowicz.
- «Dibujando cuentos» con Eliana Niglia.

COLOREANDO A LOS GENIOS DE LA PINTURA
- 2007 «Coloreando a Picasso» con Illay Martínez y Horacio Badaraco. Casa de la Cultura, Buenos Aires.
- 2012 «Coloreando a Pettoruti» con Eliana Niglia y Fernando Sayago.
- 2012 «Coloreando a Quinquela Martín» con Carlos Juárez.
- 2012 «Coloreando a Xul Solar» con Ana Padilla y Fernando Rodríguez Dabove.

### Obras de teatro para adultos
- 1975: «Escupir al cielo» Grupo Búsqueda de la Universidad Nacional de La Plata. Sala Discépolo, La Plata.
- 1981: «El Ultimo Pasaje» Con Ana María Picchio, Perla Santalla y elenco. Auditorio U. B. Buenos Aires
- 1982: «Locos Lindos y Solteros» Con Darío Grandinetti, Daniel Fanego y Carlos Olivieri. Teatro Mar del Plata
- 1983: «Hoy llega Ezequiel» Con Nelly Prono, Onofre Lovero, Manuel Callau y Mario Alarcón. Teatro Planeta, Buenos Aires.
- 1984: «Con la Frente Marchita» Con Jesús Berenguer, Silvia Bayle y elenco. Teatro Planeta, Buenos Aires.
- 1993: «Por las Calles de Madrid» Musical Español. Teatro Astral, Buenos Aires.
- 1994: «Por las Calles de Madrid II» Musical Español. Teatro Astral, Buenos Aires.
- 1994: «Jazz and Blues» Musical sobre la historia del Jazz. Teatro Astral, Buenos Aires.
- 1994: «Juana Azurduy» Música: Martín Bianchedi. Con Ana María Picchio y elenco. Biblioteca Nacional de Buenos Aires.
- 1995: «Por las Calles de Madrid III» Musical Español. Teatro Astral, Buenos Aires.
- 1996: «Por las Calles de Madrid IV» Musical Español. Teatro Astral, Buenos Aires.
- 1996: « ¿Te Acordás de Aquellos Bailes?» Espectáculo participativo con técnica de Living Movie. Escuela de Arte de Palermo.
- 1997: «Por las Calles de Madrid V» Musical Español. Teatro Astral, Buenos Aires.
- 1998: «Por las Calles de Madrid VI» (Cinco Años de Éxito) Musical Español. Teatro Astral, Buenos Aires.
- 1999: «España Brava» Musical Español. Teatro Astral, Buenos Aires.
- 2000: «Por las Calles de Madrid 2000» Musical Español. Teatro Astral, Buenos Aires.
- 2003: «Y siga el Show» Musical Internacional. Club del Vino de la ciudad de Buenos Aires.
- 2003: «Arcilla Madre» Musical Internacional. Con Ballet Lumen Dei. San Salvador de Jujuy.
- 2004 / 05: «Boda Gitana» Música Aníbal Maturi. Con cantaores bailaores y elenco. Tío Curzio, Mar del Plata.
- 2010: «Patriotas, leyenda de una revolución» Música: Martín Bianchedi. Con Alejandro Paker, Francisco Pesqueira y la participación especial de Pancho Ibáñez, María Valenzuela y destacadas figuras como relatores.
- 2010: «Amores de tango» Dirección Musical Federico Mizrahi. Con Guillermo Fernández y elenco. Gira por las Plazas de Buenos Aires.
- 2011: «Un amor de tango: La verdadera historia de Madame Ivonne» Dirección Musical Federico Mizrahi. Con Guillermo Fernández y elenco. Teatro Colon, Mar del Plata.
- 2010: «Mujeres terribles» Música: Martín Bianchedi. Con Marta Bianchi y Noemí Frenkel. Sala Enrique Muiño, Centro Cultural San Martín; Miradas, Festival Ibero- Americano de Artes cénicas de Santos, Brasil y Feria del Libro y la Cultura 2010, Medellín, Colombia.
- 2011: «Cuentos de la india» Música: Martín Bianchedi. Con Silvia Pérez, Alejandro Paker y Gustavo Monje.
- 2011: «Sarmiento, un hombre de dos mundos» Música: Martín Bianchedi. Con Julia Zenco, Alejandro Paker y elenco.
- 2011 al 2013: «Crimen en la Munich» Living Movie. Dirección de Museos del GCBA, Puerto Madero, Buenos Aires.
- 2012: «Una Bandera del color del cielo» Música: Martín Bianchedi. Con Ana María Cores, Gustavo Monje y el Coro de Comedia Musical Argentino. Anfiteatro Parque Centenario, Buenos Aires. FUNCION CON INVITADOS ESPECIALES: Sandra Mihanovich El Ballano, Jairo y Julia Zenko. Centro Cultural Recoleta, Buenos Aires.
- 2012: «¿Te Acordás de los 80?» con Silvia Pérez.
- 2013: «La Novia de Gardel» Dirección Musical Juan Serruya. Con Ana María Cores y Mariano Depiaggi. Festival Internacional de Tango de Granada 2013, Granada, España. Festival Internacional Novena Fiesta de las Artes escénicas Medellín, Colombia.
- 2013: «Los hombres de la Independencia» Música: Nacho Medina. Con Carolina Papaleo, Vanesa Butera y elenco. Centro Cultural Adán Buenos Aires y Centro Cultural Julián Centeya, Buenos Aires.
- 2014: «Nunca digas nunca». Con Silvia Pérez y elenco. Ciclo Teatro en las plazas de Buenos Aires.
- 2014: «El Libertador» Música: Nacho Medina. Con Dario Lopilato y elenco. Centro Cultural Adán Buenos Aires y Centro Cultural Julián Centeya, Buenos Aires.

## Premios y distinciones

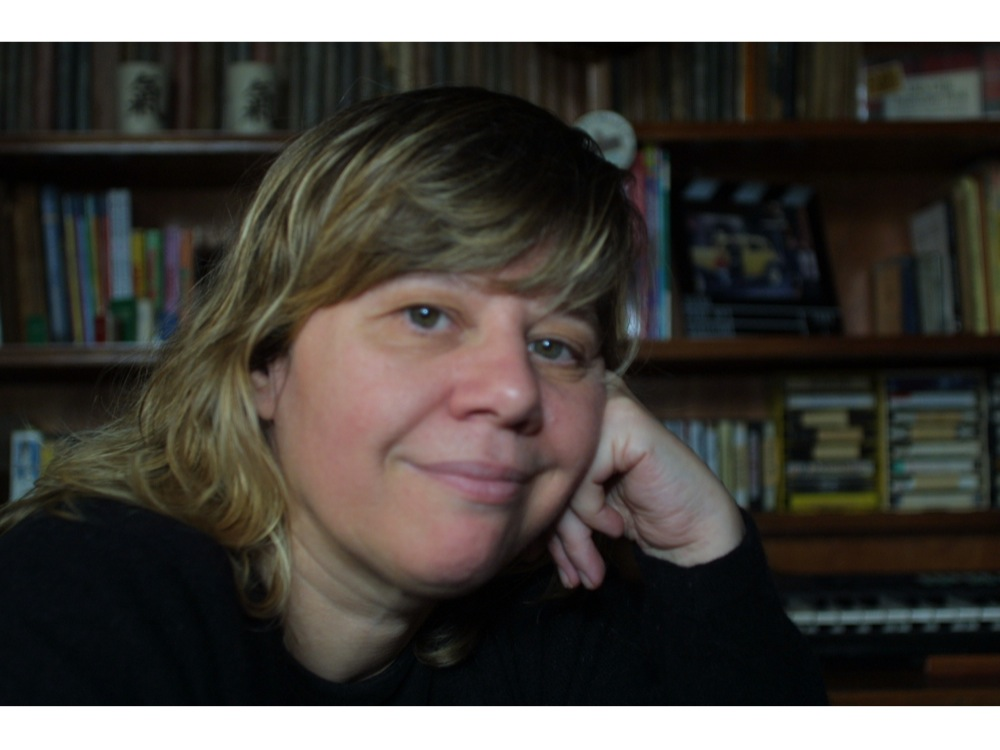
Marisé Monteiro.

- Premio Teatro Joven 1975 por “Escupir al Cielo”
- Premio Estrella de Mar 1987 por “Heidi”
- Premio Tancredo 1991 por “Pulgarcito”
- Premio Estrella de Mar 1991 por “Pulgarcito”
- Premio ACE 1992 (Asociación Cronistas del Espectáculo) por “Alicia en el País de las Maravillas”
- Premio Estrella de Mar 1994 por “El Príncipe Feliz”
- PRODIS 2003 Trayectoria y Compromiso con el cuidado del medio ambiente
- Pregonero al Teatro 2004 (Feria del Libro Infantil y Juvenil) por Trayectoria.
- Premio ACE 2004 (Asociación Cronistas del Espectáculo) por “Peter Pan”
- Premio Clarín 2004 por “Peter Pan”
- Premio Estrella de Mar 2007 por “Angelitos en la Isla”
- Premio Teatro del Mundo (Área de Historia y Teoría Teatral del Centro Cultural Rector Ricardo Rojas de la UBA) por “Borges para niños: El libro de los seres imaginarios”.

- Datos: Q16599924